# François, Duce de Anjou
Hercule François, Duce de Anjou și de Alençon, adesea numit simplu „Ducele de Alençon”, (18 martie 1555 – 10 iunie 1584) a fost cel mai mic fiu al regelui Henric al II-lea al Franței și al Caterinei de Medici. La conducerea partidului Malcontents⁠(fr)[traduceți] („Nemulțumiții”) a avut un rol politic important în Franța în 1570. A provocat probleme la curtea fratelui său Henric al III-lea și a participat la al șaselea și al șaptelea război religios. A participat la războiul pentru independență al Flandrei împotriva Spaniei, fiind solicitat să devină noul rege al Țărilor de Jos. A fost unul din pretendenții la mâna Elisabetei I a Angliei, din 1572 până la moartea sa. După ce Ducele de Alençon a murit, Henric de Navarra a devenit succesor la tronul Franței. Perspectiva unui rege hughenot pe tronul Franței a favorizat relansarea radicalismului catolic (cea de-a doua Ligă Catolică), care a sfârșit prin declanșarea celui de-al optulea război religios.

## Biografia

### Copilăria

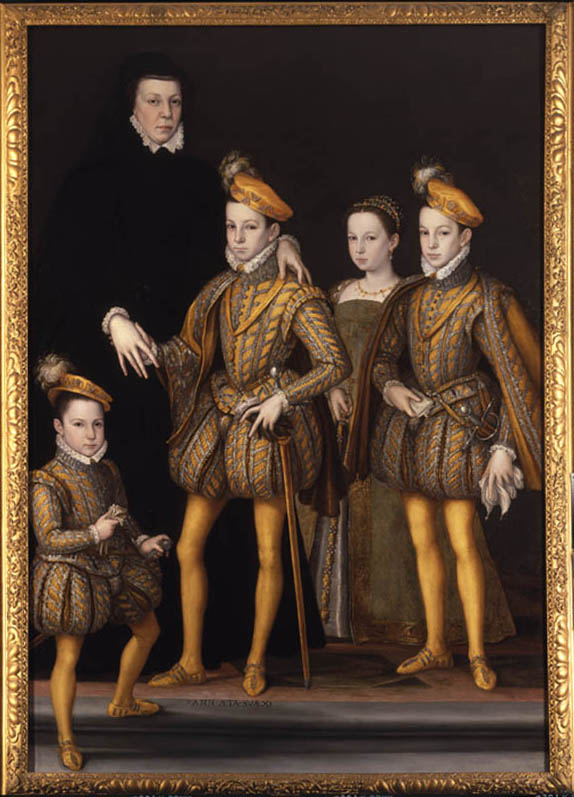
Caterina și fiii săi: Carol al IX-lea, Margareta, Henric și Francisc.

Născut la Castelul de la Fontainebleau în 18 martie 1555, suferea de o formă ușoară de nanism. Este botezat Hercule François și nașii săi sunt  cardinalul Louis de Lorraine și conetabilul Franței Anne de Montmorency, iar ducesa de Ferrara, Anna d'Este îi este nașă. Se debarasează de prenumele Hercule, la moartea fratelui său Francisc al II-lea în 1560. Francisc Hercule a rămas orfan de tată la doar patru ani. Deși Caterina se ocupă de educația fiilor, Francisc și frații săi Carol și Henric, lipsiți de o figură paternă sunt fascinați de bărbații de mare cultură de la curte. Cel mai perspicace și influent este Gaspard II de Coligny, care știa bine că influența sa asupra eventualilor viitori suverani valora mai mult decât orice complot. Însemna să-i aibă în pumn pentru totdeauna. Când cei trei frați erau la un pas de a se converti la religia protestantă, Caterina a mirosit pericolul și a simțit că orice mijloc pentru a-l îndepărta pe Coligny era legitim. Cu un caracter certăreț, taciturn și ambițios, era gelos pe fratele său Henric la umbra căruia a crescut. Superstițioasă și iubitoare de ocultism, după moartea lui Francisc al II-lea, Caterina de' Medici îi cere lui Nostradamus să-i prezică viitorul fiilor rămași. Printre altele, astrologul ar fi prezis că Francisc nu va deveni niciodată rege.

### Trădarea

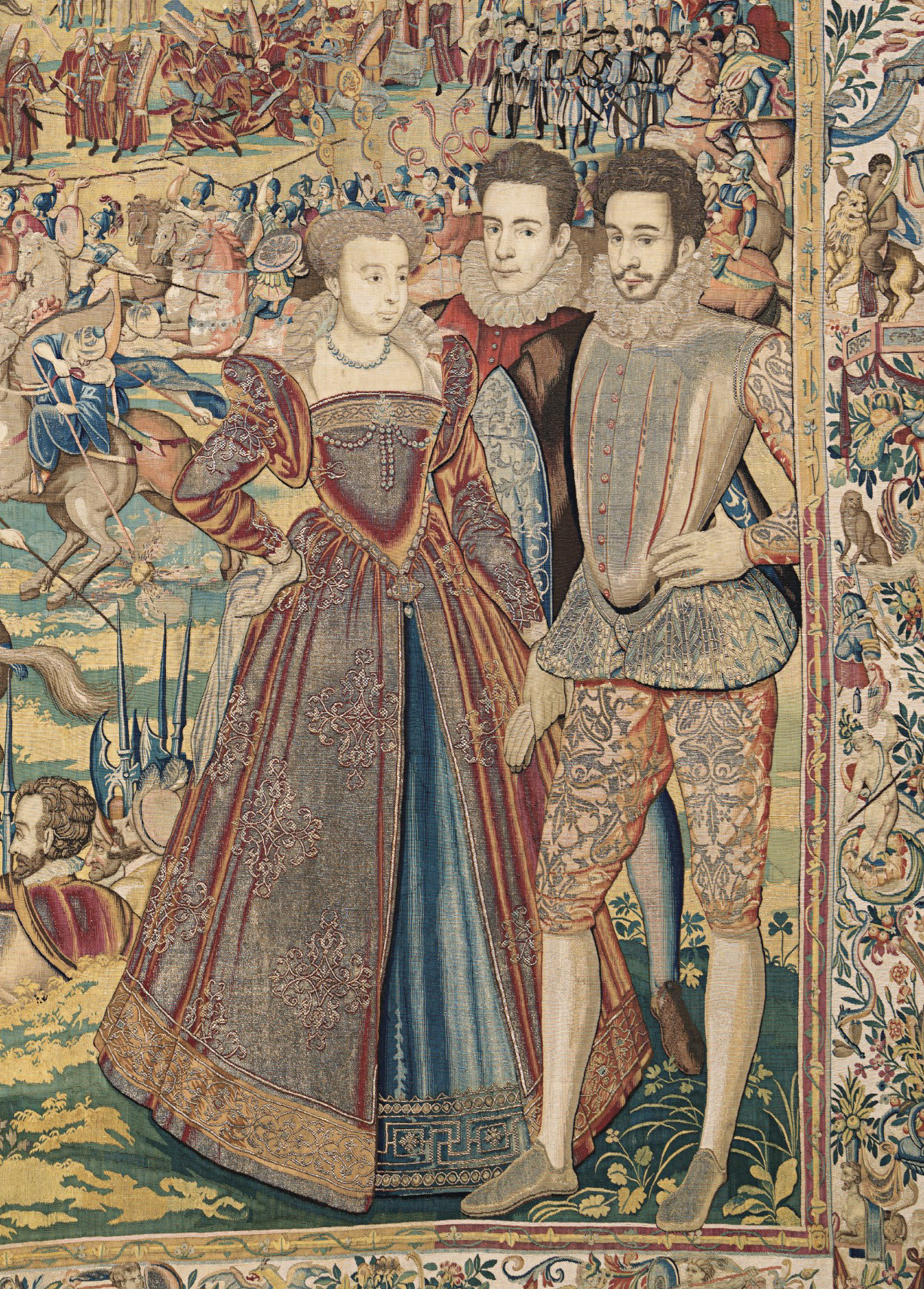
Margareta cu Francisc (în dreapta)

În copilărie suferise de variolă, iar fața i-a fost distrusă și după Henri de la Tour "era unul din cei mai urâți bărbați ce s-au văzut". Este total opus lui Henric ca aspect și caracter. Francisc știe că ori din cauza aspectului, ori pentru puțina inteligență, ori pentru vârsta fragedă, nu prea este luat în considerare de familie și curteni. Toate acestea l-au făcut să devină gelos și i-au trezit dorința de a-și lua revanșa. Dușmanii protestanți ai Caterinei au profitat de avantaj și l-au făcut să creadă că este urmașul defunctului Coligny; astfel Francisc complota în umbră cu scopul de a-și înfrânge frații. Cu ocazia asediului orașului protestant La Rochelle, de către trupele regelui conduse de Henric, 22 de ani, Francisc, 18 ani, fiind sub ordinele lui, complotează din umbră pentru învingerea trupelor regale. La Rochelle întârzia să cedeze asediului. Francisc pleacă la Paris și îi cere Caterinei să-l numească locotenent al armatei, deoarece fratele său Henric este un incapabil. Caterina nu cedează cerințelor sale, fiind la curent cu perfidia fiului său mai mic. În afară de protestanți, Francisc este manipulat și de sora sa Margareta, care nu vrea ca fratele său Henric, cu care nu are raporturi bune, să urce pe tron, dat fiind că tuberculoza amenința viața lui Carol al IX-lea. Francisc o adora pe Margareta și urma toate sfaturile ei. Când Henric este ales rege al Poloniei, Francisc, Margareta, Henric de Navarra și facțiunea hughenotă decid să se organizeze, astfel încât după moartea lui Carol al IX-lea, să urce pe tron micul prinț. Conspiratorii (Conjuration des Malcontents - Conspirația Nemulțumiților) pun la cale un atentat pentru a-i înlătura pe Caterina și Henric. Francisc care trebuia să fie la conducerea trupelor conspiratoare, este cuprins de panică și fuge la Caterina plângând, îi povestește tot și îi cere iertare. Plânge disperat, sărută picioarele lui Carol al IX-lea și îi dă mamei sale numele tuturor conspiratorilor, numai să nu fie judecat pentru înaltă trădare. La moartea lui Carol al IX-lea, sfătuit de Caterina, François joacă aceeași comedie: se căiește în fața noului rege, Henric al III-lea și îi jură fidelitate. Henric îl iartă, dar decide că este mai sigur să-i țină sub observație pe Francisc și cumnatul său Henric de Navarra. Margareta, care obținu-se mai multă libertate de la Caterina care dorea împăcarea celor doi 
frați, îl ajută pe Francisc să evadeze și acesta se refugiază la Dreux. Fuga lui Francisc îl înfurie pe Henric al III-lea, care o acuză pe Caterina că l-ar fi ajutat. În luna septembrie, sosește și Henric de Navarra, care reușise la rândul lui să fugă. Războiul care izbucnește, este promițător pentru Francisc. Henric al III-lea este nevoit să cedeze, iar în 6 mai 1576 este proclamat Edictul de la Beaulieu numit și La paix du Monsieur, edict care permite libertatea de cult a protestanților pe tot teritoriul Franței. În cele din urmă, victimele masacrului din Noaptea Sfântului Bartolomeu sunt reabilitate. Francisc primește Anjou și o compensație substanțială. Se împacă cu regele și își reia triumfător poziția la curte cu titlul de Monsieur.

### Prințul Țărilor de Jos

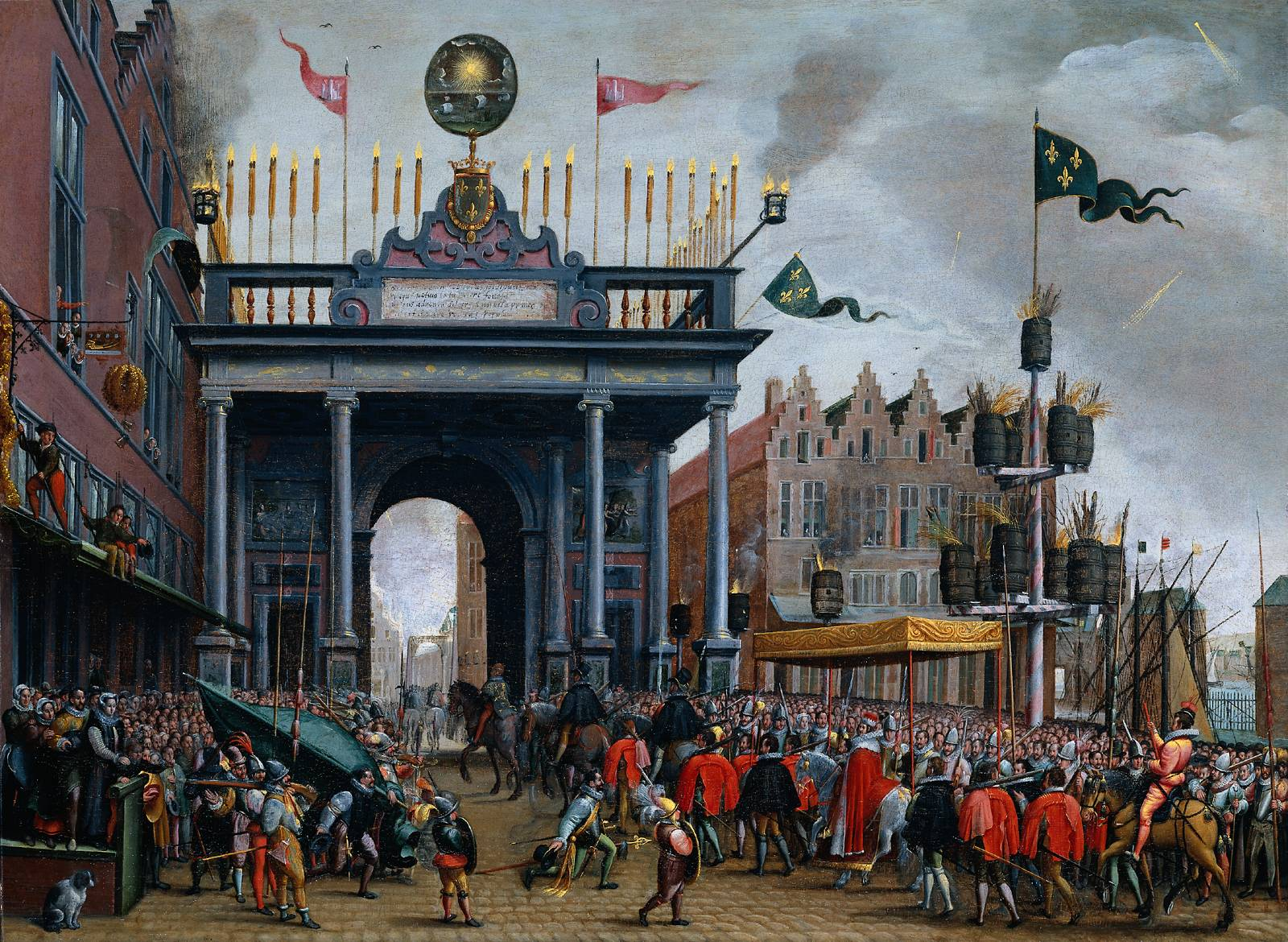
Intrarea lui Francisc în Anvers

După ruptura cu Filip al II-lea al Spaniei, proviincile Țărilor de Jos(cu excepția Olandei și Zeelandei), sunt în căutarea unui nou suveran. Privirile lor cad asupra lui Francisc de Anjou. În 1579 este invitat de Wilhelm de Orania să devină suveranul Țărilor de Jos. În 29 septembrie 1580 este semnat tratatul de la Plessis-les-Tour, prin care Francisc ia titlul de protector al libertății Țărilor de Jos. În 1581 continuă negocierile pentru căsătoria lui Francisc cu regina Elisabeta I a Angliei, începute în 1572. El are douăzeci și șase de ani, ea patruzeci și șapte. Elisabeta îl numește broscuța ei. Întâlnirea lor este de bun augur, dar nimeni nu știe ce plănuiește în realitate regina. Poporul englez este contrar acestei căsătorii, Francisc este un prinț francez și catolic pe deasupra. Francisc se întoarce în Țările de Jos, este încoronat oficial și primește titlul de duce de Brabant. Dar ia decizia greșită să ia Anvers cu forța, iar în 18 ianuarie 1583 trupele franceze sunt respinse. Este furia franceză din Anvers. Eșecul nu-l împiedică să reia negocierile cu provinciile Țărilor de Jos, dar moare de tuberculoză în iunie 1584.

## Literatură
- Alexandre Dumas tatăl în romanele Regina Margot (1845), Doamna de Monsoreau (1846), Cei patruzecișicinci (1848).

## Filme
- Doamna de Monsoreau,(1971) serial tv. de Yannick Andrei cu Gérard Berner
- Regina Margot, film din 1994 de Patrice Chéreau cu Julien Rassam
- Elisabeta I, film  tv. din 2005 de Tom Hooper, cu Jeremiah Covillaut.
- Doamna de Monsoreau, film tv. din 2007 de Michel Hassan.

## Legături externe
- Iconographie de François d'Anjou